# امیر اسکندری
امیر اسکندری (زاده ۱۳۳۳ - تهران) چهره‌پرداز اهل ایران، یکی از چهره پردازان مطرح ایران و برنده سیمرغ بلورین بهترین چهره پردازی جشنواره فیلم فجر است.

## فیلم‌شناسی

### بازیگر
- آن سوی مه (۱۳۶۴)

۲ - فرار (۱۳۶۳)

### طراح چهره‌پردازی
- (کیمیا) ۱۳۹۴
- رسوایی (۱۳۹۱)
- پنالتی (۱۳۸۷)
- در شب عروسی (۱۳۸۷)
- دایناسور (۱۳۸۶)
- مظفرنامه (۱۳۸۶)
- ابراهیم خلیل‌الله (۱۳۸۴)
- پرونده هاوانا (۱۳۸۴)
- دست‌های آلوده (۱۳۷۸)
- عشق کافی نیست (۱۳۷۷)
- زن شرقی (۱۳۷۶)
- روزی که خواستگار آمد (۱۳۷۵)
- پاییز بلند (۱۳۷۲)
- قربانی (۱۳۷۰)
- هی جو (۱۳۶۷)

### چهره‌پرداز
- اخراجی‌ها (۱۳۸۵)
- نقاب (۱۳۸۳)
- شاه خاموش (۱۳۸۲)
- زندگی (۱۳۷۶)
- تحفه هند (۱۳۷۳)
- پاییز بلند (۱۳۷۲)
- روز فرشته (۱۳۷۲)
- مجسمه (۱۳۷۱)
- دو همسفر (۱۳۷۰)
- قربانی (۱۳۷۰)
- ابلیس (۱۳۶۹)
- دو فیلم با یک بلیت (۱۳۶۹)
- گالان (۱۳۶۹)
- تمام وسوسه‌های زمین (۱۳۶۸)
- راز کوکب (۱۳۶۸)
- سال‌های خاکستری (۱۳۶۷)
- هی جو (۱۳۶۷)
- بوعلی سینا (۱۳۶۶)
- خانه‌ای مثل شهر (۱۳۶۶)
- زمزمه (۱۳۶۶)
- قصه زندگی (۱۳۶۵)
- آوار (۱۳۶۴)
- شب شکن (۱۳۶۳)

## جشنواره‌ها
- برنده سیمرغ بلورین بهترین چهره‌پردازی برای فیلم رسوایی در در سی و یکمین دوره جشنواره فیلم فجر (۱۳۹۱)
- کاندید سیمرغ بلورین بهترین چهره‌پردازی برای فیلم دو فیلم با یک بلیت در نهمین دوره جشنواره فیلم فجر (۱۳۶۹)